# Раян Теддер
Раян Бенджамін Теддер — американський композитор і співак , Вокаліст поп-рок групи  OneRepublic і автор пісень «Halo» Бейонсе, «Bleeding Love» Леони Льюїс.
У  2008 дві пісні його авторства виявилися треками, що грали найчастіше у радіоефірі за всю попередню історію. Раяна було номіновано на 8 Греммі.

## Біографія
Народився 26 червня 1979 року в маленькому місті Талса в Оклахомі в родині потомствених місіонерів та пасторів.
У три роки його батько, який любив музику, почав вчити сина грати на фортепіано за методом Шинічі Судзукі, який передбачає щоденну практику в обмін на цукерки.
Співати Раян почав у сім років сам по собі , наслідуючи своїх улюблених артистів — Джона Леннона, Пітера Гебріела, Стіві Вандера і Стінга. Починаючи з 18 років він почав навчатися співу професійно по дві години на день.
Підлітком він переїхав в Колорадо-Спрінгз, пішов вчитися в християнську школу, де подружився з майбутнім співзасновником OneRepublic Заком Філкінсом під час тренувань шкільної футбольної команди. До цього він відвідував харизматичний духовний університет, але закінчив його тільки у 2001, отримавши статус  бакалавра мистецтв зі спеціальності реклама та  PR.

## Кар'єра
До того, як його взяли на стажування до DreamWorks у Нашвіллі, він працював офіціантом і продавцем-консультантом, пропонуючи свої пісні по 300 доларів різним продюсерам. У 21 Раяна вибрав учасник групи 'N Sync Ленс Басс для шоу талантів на MTV.
2002 року його помітив успішний хіп-хоп продюсер Тімбеленд і запросив писати пісні для різних  артистів.
Раян співпрацював з багатьма виконавцями у різних жанрах.
Але Теддер хотів бути зіркою, а не писати пісні для них: 
Я б міг просто писати пісні і жити безтурботно. Але я знав, що зобов'язаний бути артистом. Я хотів створити рок-групу і власну музику.
Оригінальний текст (англ.)
I could have just written songs and lived a carefree life, but I knew that I had to be an artist. I wanted to form a rock band and create my own sound
—  Біографія на Top 40
Починаючи з 2004 року група Раяна набула популярності на  MySpace.
У 2006 році Тімбаленд заснував свою звукозаписну компанію «Mosley Music group» та уклав з групою «OneRepublic», від якої два роки тому відмовилася Columbia Records, контракт. Раніше, Раян переїхав жити в Лос-Анджелес.
Через рік вийшов перший альбом «Dreaming Out Loud», що містив написану Раяном пісню, мала найвищий рівень продажу за 10 років « Apologize».
У перший же тиждень пісню замовили на американських радіо-станціях 10, 331 раз.
У тому ж році сингл «Bleeding Love» дебютував і добився успіху в США, за що Раян здобув нагороду Американської асоціації авторів пісень. За неї ж в 2009 Теддер був номінований на премію Греммі в номінації Запис року.
У кінці 2009 року Раян заснував свою компанію «Patriot Records» для виконавців — KAY, Nikki Flores і компанію «Patriot Games Publishing» для продюсерів — Jerrod «SKINS» Bettis, Inflo1st, Noel Zancanella, Nicholas «RAS» Furlong, Brent Kutzle.

## Особисте життя
Раян одружений з Женев'євою, у них є син Коупленд Круз, що народився 2 серпня 2010 року в Денвері, Колорадо.
Двоюрідні брати і сестра Раяна Адам, Ешлі і Остін створили групу «Sons of Sylvia», для якої Раян написав пісню «Love Left to Lose»

## Громадська позиція
У 2022 році під час повномоштабного вторгнення скасував концерти які повинні бути пройти у Росії. Під час концерту у Торонто взяв у українських фанатів прапор України. 2023 виклав пост у Твіттері, що хоче після війни виступати у країні-терористці та назвав росіян чудовими людьми і назвав конфлікт України та РФ хаосом. Під постом його захейтили українці, пізніше пост був видалений.

## Список обраних композицій

### Співпраця
| Композиція                     | Виконавець               |
| ------------------------------ | ------------------------ |
| «4 Days In September»          | Step Up                  |
| «Already Gone»                 | Келлі Кларксон           |
| «Amnesia»                      | Діма Білан               |
| «Barely Breathe»               | Pussycat Dolls           |
| «Battlefield»                  | Джордін Спаркс           |
| «Be Alright»                   | Шейн Ворд                |
| «Beautiful»                    | Westlife                 |
| «Bleeding Love»                | Леона Льюїс              |
| «Climbing Up the Walls»        | Кріс Корнелл             |
| «Divine»                       | t.A.T.u                  |
| «Do It Well»                   | Дженніфер Лопес          |
| «Gypsy Woman»                  | Гіларі Дафф              |
| «Halo»                         | Бейонсе                  |
| «Happy»                        | Леона Льюїс              |
| «He Said She Said»             | Ешлі Тісдейл             |
| «Life Without You»             | Наташа Бедінгфілд        |
| "Love Like This                | Шон Кінгстон             |
| «Master Plan»                  | Адам Ламберт             |
| «Not Over»                     | Пол Окенфолд             |
| «Reach Out»                    | Гіларі Дафф              |
| «Rocketeer»                    | Far East Movement        |
| «Shadows»                      | Westlife Backstreet Boys |
| «Sleepwalker»                  | Адам Ламберт             |
| «So Far Gone»                  | Джеймс Блант             |
| «Stay the Night»               | Джеймс Блант             |
| «Thank You For The Heartbreak» | Sugababes                |
| «Undone»                       | Backstreet Boys          |